# Catherine Schneider (pianiste)
Pour les articles homonymes, voir Catherine Schneider et Schneider.
Catherine Schneider, née en 1961, est une pianiste, compositrice, improvisatrice et pédagogue française.

## Biographie
Pianiste formée aux écoles française, russe, et américaine, diplômée du Curtis Institute of Music à Philadelphie (États-Unis) et des conservatoires français (Nice et Saint-Maur-des-Fossés), elle étudia notamment avec Catherine Collard, Anne Queffelec, Vitaly Margulis, Vladimir Sokoloff et la musique de chambre avec Pierre Pasquier, Paul Tortelier, et le Fine Arts Quartet.
Elle a consacré principalement sa carrière comme soliste et aux formations de musique de chambre interprétant aux quatre coins du monde Paris, New York, Moscou, Belgrade...) avec des artistes tels que Henryk Szeryng, Aaron Rosand, Bruno Pasquier, Pierre-Yves Artaud lors de concerts, et d'émissions de radio et de télévision. Elle a joué pour la bande-son du téléfilm "Le Silence de La Mer" de Pierre Boutron.
Intéressée par la musique contemporaine, elle interprète de nombreuses créations et pièces écrites à son intention. Compositrice, elle est éditée par les éditions Henry Lemoine, les Éditions musicales européennes (d), et Drake Mabry Publishing.
Elle se produit comme improvisatrice avec Résonance Duo avec Drake Mabry et Trio-impro.cbm avec Maxime Legrand et Benoît Richard. Elle aime construire des spectacles avec d'autres arts : théâtre avec José Richaud, textes radiophoniques avec Marie-Hélène Nicolas, danse avec Véronique Asencio et peinture avec Drake Mabry.
Elle pratique d'autre part l'improvisation théâtrale, la danse et la méthode Feldenkrais. Dans son travail de transmission et de pédagogue du piano, elle n'hésite pas à faire référence à ces formes d'art ou d'expression.